# Erwina Ryś-Ferens
Erwina Lilia Ryś-Ferens (Elbląg, 19 de enero de 1955-20 de abril de 2022) fue una deportista polaca que compitió en patinaje de velocidad sobre hielo.
Ganó una medalla de bronce en el Campeonato Mundial de Patinaje de Velocidad sobre Hielo de 1988, y dos medallas de bronce en el Campeonato Mundial de Patinaje de Velocidad sobre Hielo en Distancia Corta, en los años 1978 y 1985.
Participó en cuatro Juegos Olímpicos de Invierno, ocupando el octavo lugar en Innsbruck 1976 (1500 m), el quinto en Lake Placid 1980 (3000 m), el quinto en Sarajevo 1984 (1500 m) y el quinto en Calgary 1988 (1500 m).

## Palmarés internacional
| Campeonato Mundial                    | Campeonato Mundial           | Campeonato Mundial | Campeonato Mundial    |
| Año                                   | Lugar                        | Medalla            | Prueba                |
| ------------------------------------- | ---------------------------- | ------------------ | --------------------- |
| 1988                                  | Skien (Noruega)              | Medalla de bronce  | Clasificación general |
| Campeonato Mundial en Distancia Corta |                              |                    |                       |
| Año                                   | Lugar                        | Medalla            | Prueba                |
| 1978                                  | Lake Placid (Estados Unidos) | Medalla de bronce  | Clasificación general |
| 1985                                  | Heerenveen (Países Bajos)    | Medalla de bronce  | Clasificación general |